# Defragmentace
Defragmentace je proces zpětného skládání celku z dílčích částí – fragmentů. Jako taková se vyskytuje v různých sférách života, v archeologii, v umění, v technice, v kriminalistice i v běžném občanském životě. Nejčastěji se však tento pojem používá ve výpočetní technice, kdy se pomocí defragmentace snažíme zamezit externí fragmentaci počítačových dat.

## Ve výpočetní technice

Animace, znázorňující postup defragmentace.

V oblasti počítačů a výpočetní techniky se jedná obvykle o scelování rozkouskovaných částí nějaké binárně zapsané informace do jednoho výsledného celku. Rozkouskovaná data z velkých a objemných datových souborů, jež jsou na pevném disku počítače často uložena na mnoha různých místech po malých dílčích částech (po maličkých kousíčcích), lze pomocí specializovaného software spojit do jednoho souvislého úseku na disku. Čtení defragmentovaných dat je většinou rychlejší než fragmentovaných – moderní souborové systémy jako je ext3 se fragmentaci snaží zabránit už při zápisu dat.
Fragmentace se vyskytuje
- v souborových systémech: bloky souboru nebo adresáře nejsou za sebou
- v operační paměti při dynamické alokaci a dealokaci
- v počítačových sítích, např. …

### Defragmentaci na různých souborových systémech
- FAT – systémy MS-DOS 6.x a Windows 9x v sobě obsahovaly nástroj defrag. Novější verze Windows pro defragmentaci souborového systému FAT používají stejnou aplikaci jako pro NTFS.
- NTFS – Windows 2000 a novější využívá upravenou verzi programu Diskeeper. Windows NT 4.0 a starší neobsahoval žádnou aplikaci pro defragmentaci.
- ext2 – na defragmentaci se dá použít unixový nástroj e2defrag, který může být spouštěn pouze pro defragmentaci odpojeného oddílu. Defragmentace souborového systému ext3 není možná přímo, musí být použit program třetích stran, jako je třeba Shake.
- JFS – na platformách firmy IBM je k dispozici nástroj defragfs.
- XFS – používá program xfs_fsr.
- HFS+ (Mac OS X) – není k dispozici standardní nástroj pro defragmentaci, je potřeba použít programy třetích stran.